# Immortalized
Immortalized é o sexto álbum de estúdio da banda norte-americana Disturbed, lançado a 21 de agosto de 2015 através da Reprise Records e Warner Bros. Records. O disco estreou na primeira posição da tabela musical dos Estados Unidos Billboard 200, com 98 mil cópias vendidas, tornando o Disturbed a terceira banda na história a alcançar a marca de cinco álbuns consecutivos no topo da Billboard 200, depois de Metallica e Dave Matthews Band.

## Faixas
Todas as canções foram compostas por Disturbed, com exceção das indicadas.
| N.º            | Título                                           | Duração |  |
| 1.             | "The Eye of the Storm" (Prelude)                 | 1:20    |  |
| 2.             | "Immortalized"                                   | 4:17    |  |
| 3.             | "The Vengeful One"                               | 4:12    |  |
| 4.             | "Open Your Eyes"                                 | 3:57    |  |
| 5.             | "The Light"                                      | 4:16    |  |
| 6.             | "What Are You Waiting For"                       | 4:03    |  |
| 7.             | "You're Mine"                                    | 4:55    |  |
| 8.             | "Who"                                            | 4:46    |  |
| 9.             | "Save Our Last Goodbye"                          | 4:59    |  |
| 10.            | "Fire It Up"                                     | 4:05    |  |
| 11.            | "The Sound of Silence" (Simon & Garfunkel cover) | 4:08    |  |
| 12.            | "Never Wrong"                                    | 3:33    |  |
| 13.            | "Who Taught You How to Hate"                     | 4:57    |  |
| Duração total: | Duração total:                                   | 53:28   |  |

| Deluxe Edition |                          |         |  |
| N.º            | Título                   | Duração |  |
| 14.            | "Tyrant"                 | 3:49    |  |
| 15.            | "Legion of Monsters"     | 4:23    |  |
| 16.            | "The Brave and the Bold" | 4:34    |  |
| Duração total: | Duração total:           | 66:14   |  |

| Exclusive digital |                |         |  |
| N.º               | Título         | Duração |  |
| 17.               | "Warning Sign" | 3:28    |  |
| Duração total:    | Duração total: | 69:42   |  |

| Exclusive vinyl pictures disc |                                   |         |  |
| N.º                           | Título                            | Duração |  |
| 18.                           | "The Vengeful One" (instrumental) | 4:12    |  |
| Duração total:                | Duração total:                    | 73:54   |  |

## Créditos
- David Draiman - vocais
- Dan Donegan – guitarra, baixo, teclado, backing vocals,  piano em "The Sound of Silence"
- Mike Wengren – bateria, percussão, backing vocals e tímpano em "The Sound of Silence"

## Desempenho nas tabelas musicais

### Posições semanais/mensais
| Tabela musical (2015)                         | Melhor posição |
| --------------------------------------------- | -------------- |
| Alemanha - Official Top 100                   | 2              |
| Austrália - ARIA Albums Chart                 | 1              |
| Áustria - Ö3 Austria Top 40                   | 2              |
| Bélgica - Ultratop 50 (Flandres)              | 12             |
| Bélgica - Ultratop 50 (Valónia)               | 19             |
| Canadá - Canadian Albums                      | 1              |
| Estados Unidos - Billboard 200                | 1              |
| Estados Unidos - Billboard Rock Albums        | 1              |
| Estados Unidos - Billboard Hard Rock Albums   | 1              |
| Estados Unidos - Billboard Alternative Albums | 1              |
| França - SNEP                                 | 57             |
| Nova Zelândia - NZ Top 40 Albums              | 2              |
| Irlanda - Top 100 Artist Album                | 24             |
| Reino Unido - UK Albums Chart                 | 8              |
| Suécia - Sverigetopplistan                    | 9              |
| Suíça - Schweizer Hitparade                   | 5              |

### Posições anuais
| Tabela musical (2015)            | Posição |
| -------------------------------- | ------- |
| Austrália - ARIA Albums Chart    | 63      |
| Nova Zelândia - NZ Top 40 Albums | 48      |

## Certificações de vendas
| País           | Certificação | Vendas  |
| -------------- | ------------ | ------- |
| Austrália      | Ouro         | 35,000  |
| Áustria        | Ouro         | 7,500   |
| Canadá         | Ouro         | 40,000  |
| Estados Unidos | Ouro         | 500,000 |
| Nova Zelândia  | Ouro         | 7,500   |
| Reino Unido    | Prata        | 60,000  |